# Munakata Sanix Blues
Dernière mise à jour : 31 octobre 2015.
Munakata Sanix Blues (宗像サニックスブルース Munakata Sanikkusu Burūsu) est un club japonais de rugby à XV, basé à Munakata dans la préfecture de Fukuoka, qui a évolué en Top League et joue en deuxième division pour la saison 2015-16.

## Historique
Le club est fondé en avril 1994 sous le nom de Fukuoka Sanix Bomuzu, vite transformé en Fukuoka Sanix Bombs, comme équipe corporative de Sanix, entreprise spécialisée dans le recyclage des déchets. L’équipe est intégrée à la troisième division du championnat corporatif dont elle remporte le titre dès sa première saison, avant de monter en deuxième division. Elle se fait alors remarquer sur le marché des transferts en engageant deux All Blacks, Graeme Bachop en 1995, puis Jamie Joseph en 1996, qui resteront au club jusqu’en 2002, et porteront même le maillot de l’équipe du Japon, notamment lors de la Coupe du monde 1999. Le club monte en première division (ligue Ouest A) en 1997 et termine successivement cinquième et quatrième. En 1999, le Néo-Zélandais John Leslie, international écossais, signe à son tour. Le premier titre arrive en 1999. Trois autres suivront en 2000, 2001 et 2002.
Sanix Blues fait logiquement partie des 12 clubs fondateurs de la Top League, ligue professionnelle, lancée en 2004, mais il peine à se stabiliser dans l’élite et fait régulièrement l’ascenseur. La première saison est ainsi catastrophique et le club est immédiatement relégué. Le club remonte en 2006 pour un nouveau calvaire : 11 défaites en 11 matches, mais sauve sa place grâce à sa victoire en barrage contre un club de deuxième division. En 2008, 2009 et 2012, le club se sauve à nouveau en barrage, mais il ne peut éviter la descente en 2013 après une défaite en barrage contre Toyota Industries Shuttles malgré la présence du champion du monde néo-zélandais Brad Thorn (2011-13).
Il remonte immédiatement en s’adjugeant le titre de deuxième division en 2014. Le club change alors à nouveau de nom, l’appellation Munakata Sanix Blues marquant la coopération étroite entre l’entreprise et la ville de Munakata, mais les Blues terminent derniers de la Top League 2014-15 avec seulement deux victoires en quatorze matches, et se voient à nouveau relégués.
Le club suspend ses opérations après la saison 2022, en 3e division, après le désengagement de la société Sanix.

## Palmarès
- Top Ligue Kyushu A (deuxième division) :
  - Vainqueur (6) : 1999, 2000, 2001, 2002, 2004 et 2014

## Personnalités du club
- Graeme Bachop (1995-2002)
- Jacques Deen (2005-06)
- Hiroaki Ito
- Kensuke Iwabuchi (2004-06)
- Jamie Joseph (1996-2002)
- Martin Kafka (2005-06)
- John Leslie (1999-2000)
- Isitolo Maka (2006-09)
- Pila Fifita (2006-11)
- Brad Thorn (2011-13)